# 植本一子
植本 一子（うえもと いちこ、1984年6月4日 - ）は、日本の写真家、エッセイスト。

## 人物
広島県出身。2003年に第12回写真新世紀（キヤノン主催の公募新人賞）で荒木経惟氏より優秀賞を受賞。 写真家としてのキャリアをスタートさせる。2005年、日本写真芸術専門学校卒業。
広告、雑誌、CDジャケット、PV等幅広く活躍中。「現代短歌」表紙写真（2018年～）などを担当。
寺尾紗穂のアルバム『楕円の夢』（2015年）や『北へ向かう』（2020年）のジャケット写真などで知られる。
2013年より下北沢に自然光を使った写真館「天然スタジオ」を立ち上げ、一般家庭の記念撮影をライフワークとしている。
夫は2018年に逝去したヒップホップミュージシャンのECD（石田義則）。夫との間には2人の女児をもうけている。
写真家としての活動のほかに、家族の日常を綴ったエッセイを発表しており、著書に『働けECD～わたしの育児混沌記～』（ミュージック・マガジン）、『かなわない』（タバブックス）、『家族最後の日』（太田出版）、『降伏の記録』（河出書房新社）などがある。

## 文筆・出版

### 写真集
- 『うれしい生活』河出書房新社、2019年。ISBN　978-4-309-25648-1
- 『わたしたちのかたち』自主制作版、2021年[5]。

### 著書
- 『働けECD：わたしの育児混沌記』ミュージック・マガジン、2011年。 ISBN 978-4-943959-29-8
  - 『家族最初の日』（『働けECD』に大幅加筆し、改題文庫化）筑摩書房〈ちくま文庫〉、2019年。ISBN　978-4-480-43627-6
- 『かなわない』自主制作版、2014年。
  - 『かなわない』タバブックス、2016年。ISBN 978-4-907053-12-3
- 『家族最後の日』太田出版、2017年。 ISBN 978-4-7783-1555-9
- 『降伏の記録』河出書房新社、2017年。 ISBN 978-4-309-02620-6
- 『フェルメール』ブルーシープ／ナナロク社共同出版、2018年。ISBN　978-4-904292-83-9
- 『台風一過』河出書房新社、2019年。ISBN　978-4-309-02799-9
- 『個人的な三月：コロナジャーナル』自主制作版、2020年。
- 『個人的な三ヶ月：にぎやかな季節』自主制作版、2021年5月[6]。
- 『ある日突然、目が覚めて』自主制作版、2021年10月[7]。
- 『愛は時間がかかる』筑摩書房、2023年4月。ISBN　978-4-480-81572-9
- 『こころはひとりぼっち』自主制作版、2023年12月。全国書誌番号:23950876
- 『それはただの偶然』（わたしの現在地・1）自主制作版、2024年12月。全国書誌番号:24098914

### 共著
- （ECD）『ホームシック：生活（2～3人分）』フィルムアート社、2009年。ISBN　978-4-8459-0937-7 / 筑摩書房〈ちくま文庫、2017年。 ISBN　978-4-480-43472-2
- （円城塔・王谷晶・マヒトゥ・ザ・ピーポーほか）『コロナ禍日記』タバブックス、2020年。ISBN　978-4-907053-45-1
- （滝口悠生）『往復書簡：ひとりになること 花をおくるよ』自主制作版、2022年[8]。
  - （滝口悠生）『さびしさについて』（上記の往復書簡を増補改題して文庫化）ちくま文庫、2024年。ISBN　978-4-480-43939-0
- （金川晋吾・滝口悠生）『三人の日記：集合、解散！』自主制作版、2023年4月。
- （碇雪恵・柏木ゆか）『われわれの雰囲気』自主制作版、2023年5月。
- （いがらしみきお・大崎清夏・phaほか）『誕生日の日記』日記屋月日、2024年7月。ISBN　978-4-9913584-0-1

### 雑誌掲載
- 「２/３を選ぶ人生」(東村アキコとの対談) - 『FRaU プレミアム増刊』2016年10月号
- 「２/３を選ぶ人生」(東村アキコとの対談) - 『FRaU』2016年10月号
- 「時空を超えてつながるために」(小林エリカとの対談) - 『すばる』2017年4月号
- 「24時間365日」 - 『文藝』2017年5月号 - 2019年2月号（連載）
- 「我が、お金のルール。」 - 『BRUTUS』2017年6月1日号
- 「あの人の大事なもの。」 - 『an・an』2019年3月6日号
- 「平穏を求め、破滅に安らぐ」(金原ひとみとの対談) - 『すばる』2019年7月号
- 「「かなわない」その後」 - 『新潮』2019年9月号
- 「地方のこども　東京のこども」(伊藤菜衣子との対談) - 『TURNS』2019年10月号